# Megastigmus limoni
Megastigmus limoni är en stekelart som först beskrevs av Girault 1926.  Megastigmus limoni ingår i släktet Megastigmus och familjen gallglanssteklar. Inga underarter finns listade i Catalogue of Life.